# 2025년 동계 아시안 게임 대한민국 선수단
2025년 동계 아시안 게임 대한민국 선수단은 2025년 2월 7일부터 14일까지 중화인민공화국 하얼빈에서 열리는 2025년 동계 아시안 게임에 참가한 대한민국 선수단이다.

## 선수단
아래 표는 종목별, 성별 대한민국 대표단 선수 수이다.
| 종목             | 남자 | 여자 | 합계 |
| ---------------- | ---- | ---- | ---- |
| 바이애슬론       | 5    | 6    | 11   |
| 쇼트트랙         | 6    | 6    | 12   |
| 스노보드         | 6    | 4    | 10   |
| 스키마운티니어링 | 3    | 3    | 6    |
| 스피드스케이팅   | 10   | 10   | 20   |
| 아이스하키       | 23   | 23   | 46   |
| 알파인스키       | 4    | 4    | 8    |
| 컬링             | 6    | 6    | 12   |
| 크로스컨트리     | 5    | 4    | 9    |
| 프리스타일       | 7    | 4    | 11   |
| 피겨스케이팅     | 2    | 2    | 4    |
| 합계             | 77   | 72   | 149  |

## 메달 집계

### 종목별 메달 획득 현황
| 종목            | 1  | 2  | 3  | 합계 |
| 스피드스케이팅  | 3  | 5  | 4  | 13   |
| 쇼트트랙        | 6  | 4  | 3  | 12   |
| 스노보드        | 1  | 0  | 2  | 3    |
| 크로스컨트리    | 0  | 0  | 0  | 0    |
| 알파인스키      | 0  | 2  | 0  | 2    |
| 컬링            | 1  | 1  | 0  | 2    |
| 피겨스케이팅    | 2  | 0  | 0  | 2    |
| 프리스타일 스키 | 1  | 1  | 3  | 5    |
| 바이애슬론      | 1  | 0  | 0  | 1    |
| 아이스하키      | 0  | 0  | 0  | 0    |
| 합계            | 14 | 13 | 12 | 42   |

## 종목별 성적

### 바이애슬론
남자
- 강윤재
- 김성윤
- 정민성
- 최두진
- 허선회

여자
- 고은정
- 예카테리나 아바쿠모바
- 아베마리야
- 이현주
- 정주미
- 최윤아

### 쇼트트랙
남자
- 김건우
- 김태성
- 박장혁
- 박지원
- 이정수
- 장성우

여자
- 김건희
- 김길리
- 노도희
- 심석희
- 이소연
- 최민정

### 스노보드
남자
- 강동훈
- 김강산
- 김건희
- 이동헌
- 이지오
- 이채운

여자
- 유승은
- 이나윤
- 최서우
- 허영현

### 스키마운티니어링
남자
- 구교정
- 오영환
- 정재원

여자
- 김미진
- 김하나
- 정예지

### 스피드스케이팅
남자
- 구경민
- 김준호
- 김태윤
- 박상언
- 양호준
- 오현민
- 이승훈
- 정재원
- 조상혁
- 차민규

여자
- 강수민
- 김경주
- 김민선
- 김민지
- 김윤지
- 김은서
- 박지우
- 박채은
- 이나현
- 정유나

### 아이스하키
남자
| 등 번호 | 포지션   | 선수명 | 출생일                 | 소속팀            |
| ------- | -------- | ------ | ---------------------- | ----------------- |
| 3       | 수비수   | 이승재 | 2003년 5월 27일(21세)  | 연세대학교        |
| 5       | 수비수   | 김원준 | 1991년 5월 4일(33세)   | HL 안양           |
| 6       | 수비수   | 오인교 | 1997년 10월 29일(27세) | HL 안양           |
| 16      | 수비수   | 김상엽 | 2004년 2월 26일(20세)  | 노스아이오와 불스 |
| 17      | 센터     | 신상훈 | 1993년 8월 1일(31세)   | HL 안양           |
| 18      | 수비수   | 공유찬 | 2004년 7월 20일(20세)  | 서리 이글스       |
| 19      | 레프트윙 | 김상욱 | 1988년 4월 21일(36세)  | HL 안양           |
| 23      | 수비수   | 이민재 | 2000년 3월 23일(24세)  | HL 안양           |
| 24      | 수비수   | 김동환 | 2001년 5월 19일(23세)  | 요코하마 그리츠   |
| 27      | 라이트윙 | 안진휘 | 1993년 3월 6일(31세)   | HL 안양           |
| 28      | 포워드   | 김시환 | 2004년 3월 17일(20세)  | 서리 이글스       |
| 31      | 골텐더   | 하정호 | 2000년 7월 21일(24세)  | HL 안양           |
| 32      | 골텐더   | 이연승 | 1995년 4월 17일(29세)  | HL 안양           |
| 36      | 센터     | 전정우 | 1994년 5월 27일(30세)  | HL 안양           |
| 58      | 수비수   | 남희두 | 1997년 3월 28일(27세)  | HL 안양           |
| 61      | 수비수   | 임동규 | 2004년 10월 29일(20세) | 연세대학교        |
| 63      | 포워드   | 권현수 | 2003년 3월 28일(21세)  | 고려대학교        |
| 72      | 포워드   | 김건우 | 1999년 3월 20일(25세)  | HL 안양           |
| 77      | 포워드   | 이총민 | 1999년 5월 10일(25세)  | 블루밍턴 바이슨   |
| 84      | 포워드   | 이현승 | 1991년 7월 5일(33세)   | HL 안양           |
| 88      | 포워드   | 이무영 | 2004년 7월 4일(20세)   | 고려대학교        |
| 89      | 포워드   | 강민완 | 2000년 3월 28일(24세)  | HL 안양           |
| 92      | 포워드   | 강윤석 | 1992년 9월 23일(32세)  | HL 안양           |

여자
| 등 번호 | 포지션 | 선수명 | 출생일                | 소속팀                 |
| ------- | ------ | ------ | --------------------- | ---------------------- |
| 1       | 골텐더 | 박종주 | 1994년 2월 17일(30세) | 수원시청               |
| 2       | 수비수 | 송희오 | 2007년 3월 1일(17세)  | 타이거샥스             |
| 3       | 포워드 | 엄수연 | 2001년 2월 1일(24세)  | 오타와 대학교          |
| 4       | 포워드 | 박미내 | 2005년 4월 26일(19세) | 수원시청               |
| 5       | 포워드 | 이소정 | 2002년 3월 8일(22세)  | 수원시청               |
| 6       | 포워드 | 강나라 | 2002년 9월 30일(22세) | 수원시청               |
| 7       | 수비수 | 박예은 | 1996년 5월 28일(28세) | 수원시청               |
| 8       | 수비수 | 김세린 | 2000년 4월 3일(24세)  | 수원시청               |
| 9       | 포워드 | 박종아 | 1996년 6월 13일(28세) | 수원시청               |
| 10      | 포워드 | 최지연 | 1998년 8월 21일(26세) | 수원시청               |
| 11      | 수비수 | 김도원 | 2004년 6월 10일(20세) | 목동 허리케인스        |
| 12      | 포워드 | 정예원 | 2001년 2월 12일(23세) | 제니스 포헨            |
| 13      | 포워드 | 이은지 | 2001년 3월 8일(23세)  | 수원시청               |
| 15      | 포워드 | 박주연 | 2008년 1월 28일(17세) | 제니스 포헨            |
| 16      | 포워드 | 이은지 | 2005년 2월 1일(20세)  | 목동 허리케인스        |
| 17      | 포워드 | 한수진 | 1987년 9월 22일(37세) | 수원시청               |
| 18      | 포워드 | 한유안 | 2008년 9월 17일(16세) | 온타리오 하키 아카데미 |
| 19      | 포워드 | 박지윤 | 2001년 9월 3일(23세)  | 수원시청               |
| 20      | 골텐더 | 배정연 | 2007년 9월 21일(17세) | 목동 허리케인스        |
| 22      | 포워드 | 정시윤 | 2000년 9월 8일(24세)  | 수원시청               |
| 23      | 수비수 | 김민서 | 2007년 2월 22일(17세) | 온타리오 하키 아카데미 |
| 24      | 수비수 | 강시현 | 2004년 1월 13일(21세) | 노위치 대학교          |
| 25      | 골텐더 | 김연주 | 2005년 12월 1일(19세) | 목동 허리케인스        |

### 알파인스키
남자
- 박제윤
- 정동현
- 정민식
- 홍동관

여자
- 김소희
- 박서윤
- 이민서
- 최태희

### 컬링
남자
- 김은빈
- 김진훈
- 김효준
- 이재범
- 표정민

여자
- 김민지
- 김수지
- 김은지
- 설예은
- 설예지

믹스더블
- 김경애
- 성지훈

### 크로스컨트리
남자
- 변지영
- 이건용
- 이준서
- 이진복
- 정종원

여자
- 이의진
- 이지예
- 제상미
- 한다솜

### 프리스타일
남자
- 문희성
- 신동호
- 신영섭
- 이서준
- 이승훈
- 윤종현
- 최강훈

여자
- 신혜린
- 이소영
- 임연주
- 장유진

### 피겨스케이팅
남자
- 김현겸
- 차준환

여자
- 김서영
- 김채연